# 堀川国広

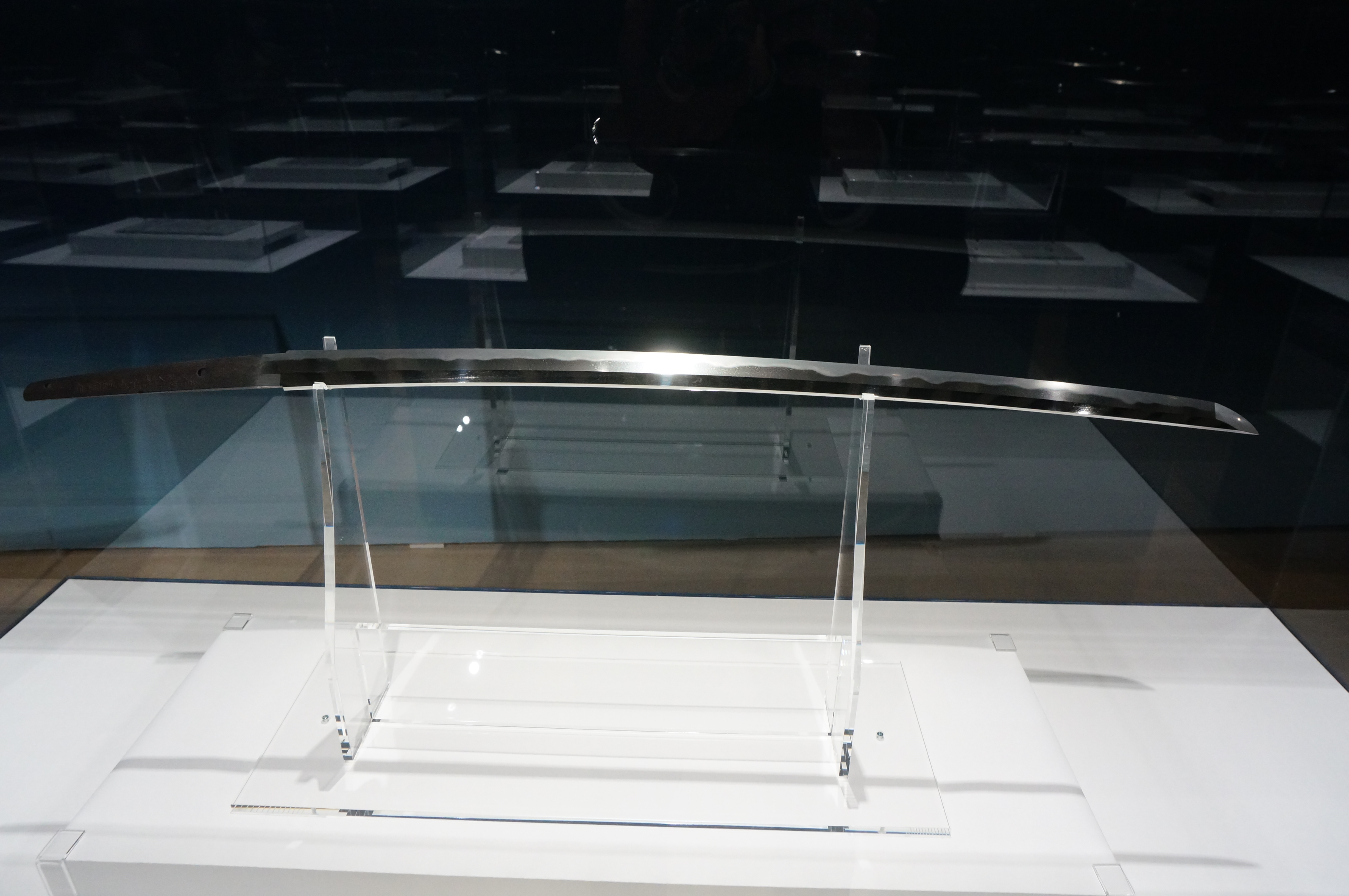
刀 銘 洛陽住信濃守国広慶長十五年八月日、1610年、江戸時代、ボストン美術館蔵

堀川 国広（ほりかわ くにひろ、享禄4年（1531年） - 慶長19年4月18日（1614年5月26日））は、安土桃山時代の刀工。新刀初期の大勢力、堀川派の祖。本名は田中国広、京の一条堀川に居を構えたのち、堀川国広と呼ばれるようになる。

## 人物
享禄4年（1531年）、日向国綾にて誕生。
はじめ日向国の戦国大名・伊東氏に仕えたが、天正5年（1577年）、主家が没落後、山伏修行など諸国放浪して刀工をつづけた。天正18年（1590年）、下野国（現・栃木県）の足利学校で、当主の長尾顕長のために鍛刀。慶長4年（1599年）頃から京堀川一条に定住。
現存する作品は、古くは天正4年（1576年）、伊東家ゆかりの人物の注文打ちが残される。天正12年（1584年）の作刀は「山伏之時打之」との銘があり、不動明王像と「武運長久」の文字、梵字を彫刻した「山伏国広」。天正18年（1590年）庚に領主の顕長の求めに応じて打った「山姥切国広」がある。「山姥切国広」は顕長が北条氏政から賜った相伝備前の長船長義の一振りを写した作で、同工の最高傑作の評が高い。同年、信濃守受領。
慶長19年（1614年）4月18日、84歳で死去。法名を明海祖白。
門人に出羽大掾（だいじょう）国路、国安、大隅掾（おおすみのじょう）正弘、越後守国儔、和泉守国貞、河内守国助、山城守国清、などの名工がいて、堀川一派として大いに栄えた。一門の作は俗に「堀川物」と呼ばれる。新刀の祖埋忠明寿と比肩する刀工である。

## 作風
堀川定住後の晩年には弟子による代作が多いとも言われている。定住後は作風も異なり、穏やかなものが主流となる。
- 姿 - 慶長新刀姿で、身幅広く反り深く、切先の伸びる豪壮な姿である。太刀、刀、脇差、寸伸び短刀、短刀をつくる。
- 鍛え - 小板目肌良く詰み、地沸細かにつくもの、またザングリと肌立ったものも多い。
- 刃文 - 初期作は末古刀（すえことう）然とした（末物に見受けられるような[1]）互の目（ぐのめ）[1]乱れが多く「天正打」・「日州打」と称される[1]。堀川時代になると正宗をはじめ相州伝を模したり、志津風をかもした[1]「湾（のた）れ」や互の目乱れを焼き、沸がよくついて金筋や砂流しがかかる。また、直刃から小丁子を交えたものまで多彩で、この期の作品は「慶長打」・「堀川打」と称される[1]。帽子は小丸や火焔風など。
- 彫物 - 国広とその一門は彫物の名手揃いで、「山伏国広」のような不動明王と文字、梵字を始め、棒樋、素剣を彫ったものから様々であり、巧い。弟子にも継承される。

## 著名刀剣
ここでは、国広作刀のうち、重要文化財に指定されている作を挙げる。
- 太刀 銘 日州古屋之住国広山伏之時造之 天正十二年二月彼岸 太刀主日向国住飯田新七良藤原祐安（号：山伏国広） （個人蔵）
- 脇指 銘 日州古屋住国広作 天正十四年八月日（個人蔵）
- 刀 銘 九州日向住国広作 天正十八年庚刁弐月吉日平顕長（号：山姥切）（個人蔵）
- 刀 銘 国広 慶長七年十二月十四日（現所蔵先不明）
- 刀 銘 慶長九年二月吉日信濃守国広作 依賀茂縣主保経所望打之（愛媛・大山祇神社）1942年盗難に遭い所在不明。写真なし。
- 刀 銘 慶長九年十一月吉日信濃守国広作 依賀茂祝重邦所望打之（兵庫・黒川古文化研究所）
- 刀 銘 北野天満天神豊臣秀頼公御造営之時 于時慶長十二丁未十一月日信濃守国広造（京都・北野天満宮）
- 刀 銘 信濃守藤原国広造越後守藤原国儔（和歌山・紀州東照宮）
- 太刀 銘 国広（和歌山・金剛峯寺）
- 刀 銘 国広（東京・三井記念美術館）（号：加藤国廣）加藤清正の愛刀であり、娘の嫁入り道具の一つとして紀州徳川家に伝わる。尚、著名な片鎌槍も嫁入り道具の一つである。
- 短刀　銘 国広（個人蔵）
- 剣 銘 国広（和歌山・高野山蓮華定院）

他に重要美術品認定の刀剣が12点ある。著名な作に、沢田道円所持の身幅が極めて広い（号：道円国広）の短刀や、刀身に「夢香梅里多」の文字と布袋和尚の像が掘られた（号：布袋国広）の短刀など。